# RPW British Heavyweight Championship
Le Undisputed British Heavyweight Championship est un championnat professionnel de catch utilisé par la fédération Revolution Pro Wrestling (RPW).
À l'heure actuelle[Quand ?], le titre connait 6 règnes pour autant de champions différents.

## Historique du titre
| #   | Catcheur          | Règne | Date              | Jours | Lieu                                      | Événement                              | Notes                                                         |
| --- | ----------------- | ----- | ----------------- | ----- | ----------------------------------------- | -------------------------------------- | ------------------------------------------------------------- |
| 1.  | Sha Samuels       | 1     | 15 septembre 2012 | 197   | Swanley, Kent, Angleterre                 |                                        | unifie le IPW:UK Championship et le All-England Championship. |
| 2.  | Colt Cabana       | 1     | 31 mars 2013      | 349   | Sittingbourne, Kent, Angleterre           | RevPro High Stakes 2013                | .                                                             |
| 3.  | Marty Scurll      | 1     | 15 mars 2014      | 456   | Bethnal Green, Greater London, Angleterre | RevPro High Stakes 2014                | dans un 30 Minute Iron Fist Match.                            |
| 4.  | A.J. Styles       | 1     | 14 juin 2015      | 216   | Bethnal Green, Greater London, Angleterre | RevPro Summer Sizzler 2015             | ,                                                             |
| 5.  | Zack Sabre, Jr.   | 1     | 16 janvier 2016   | 299   | Bethnal Green, Greater London, Angleterre | RevPro High Stakes 2016                | [ 6 ]                                                         |
| 6.  | Katsuyori Shibata | 1     | 10 novembre 2016  | 116   | Bethnal Green, Greater London, Angleterre | RevPro Global Wars 2016                | ,                                                             |
| 7.  | Zack Sabre, Jr.   | 2     | 6 mars 2017       | 396   | Ōta, Tokyo, Japon                         | NJPW Hataage Kinenbi                   | [ 9 ]                                                         |
| 8.  | Tomohiro Ishii    | 1     | 6 avril 2018      | 86    | New Orleans, Louisiane                    | RevPro WrestleCon 2018                 | [ 10 ]                                                        |
| 9.  | Minoru Suzuki     | 1     | 1er juillet 2018  | 105   | Manchester, Angleterre                    | RevPro Strong Style Evolved UK - Tag 2 | [ 11 ]                                                        |
| 10. | Tomohiro Ishii    | 2     | 14 octobre 2018   | 82    | Londres, Royaume-Uni                      | NJPW / RevPro Global Wars 2018 UK      | [ 12 ]                                                        |
| 11. | Zack Sabre, Jr.   | 3     | 4 janvier 2019    | 239   | Tokyo, Japon                              | Wrestle Kingdom 13                     | [ 13 ]                                                        |
| 12. | Hiroshi Tanahashi | 1     | 31 août 2019      | 15    | Hackney, Royaume-Uni                      | NJPW Royal Quest                       | [ 14 ]                                                        |
| 13. | Zack Sabre, Jr.   | 4     | 15 septembre 2019 | 152   | Beppu,Oita, Japon                         | Destruction In Beppu                   | [ 15 ]                                                        |
| 14. | Will Ospreay      | 1     | 14 février 2020   | 919   | York Hall, Londres, Angleterre            | RevPro High Stakes 2020                | [ 16 ]                                                        |
| 15. | Ricky Knight Jr.  | 1     | 21 août 2022      | 9+    | York Hall, Londres, Angleterre            | RevPro Ten Year Anniversary - Tag 2    | [ 17 ]                                                        |